# Simón de Rojas
Simón de Rojas, OSST (28. října 1552, Valladolid – 29. září 1624, Madrid) byl španělský římskokatolický kněz a řeholník Řádu trinitářů, známý jako šiřitel úcty k Panně Marii a propagátor kultu jejího Jména. Katolická církev jej uctívá jako světce.

## Život

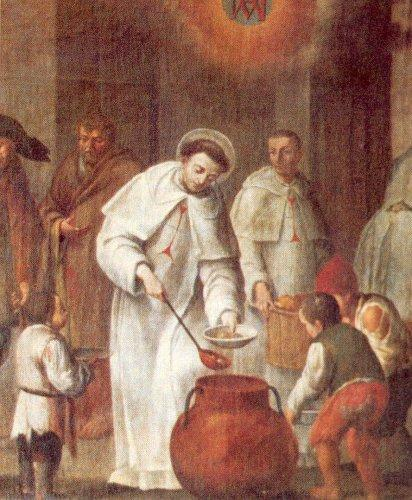
Sv. Simón de Rojas krmící chudé

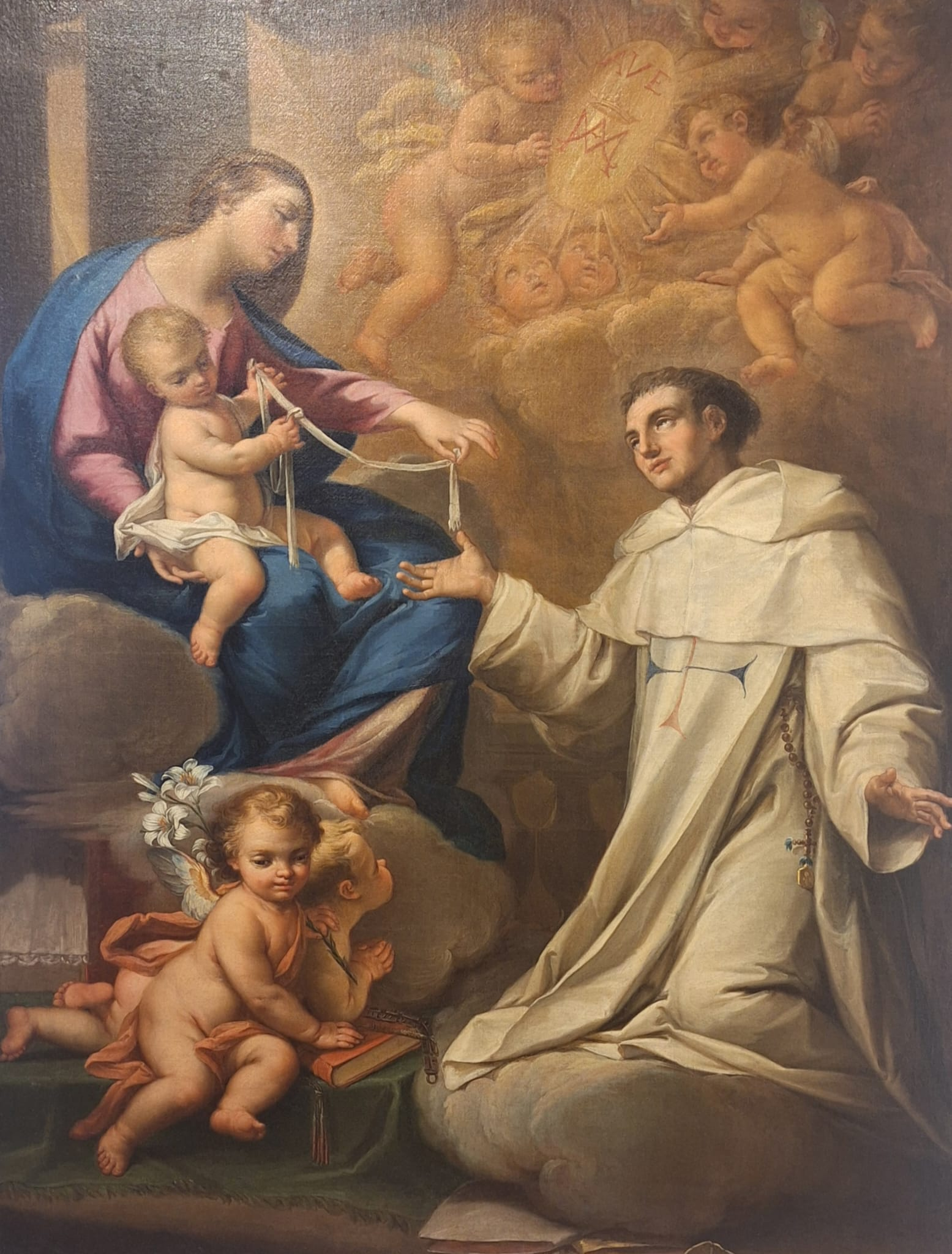
Obraz

Narodil se 28. října 1552 ve Valladolidu a dětství prožil v duchu zbožnosti. Jako dítě se vyléčil z vážné řečové vady, což bylo připisováno přímluvě Panny Marie. Jeho první slova byla „Ave Maria“, která téměř předznamenávala jeho celoživotní oddanost Panně Marii. Ve dvanácti letech vstoupil do trinitářského kláštera ve Valladolidu, kde 28. října 1572, v den svých 20. narozenin, složil řeholní sliby. Poté v letech 1573–1579 studoval na univerzitě v Salamance, kde byl v roce 1577 vysvěcen na kněze.
V letech 1581–1587 vyučoval filosofii a teologii v Toledu. Od roku 1588 až do své smrti vykonával úřad představeného v různých klášterech své řádové provincie a dvakrát byl vyslán jako apoštolský vizitátor do své vlastní provincie Kastilie a jednou do Andalusie. Jeho největší radostí bylo navštěvovat mariánské svatyně, modlit se k Panně Marii, napodobovat její ctnosti, zpívat jí chvály a uznávat její význam v tajemství Boha a církve.
Prostřednictvím hlubokých teologických studií ještě lépe pochopil poslání Marie ve spolupráci s Nejsvětější Trojicí pro spásu lidského pokolení a posvěcení církve. Sám se nazýval „otrok Panny Marie“. Sloužil také španělské královně Markétě Rakouské jako zpovědník. Když v roce 1611 po porodu vážně onemocněla a upadla do kómatu, její manžel, král Filip III., se obával, že nebude schopna před smrtí přijmout svátosti. Rojas byl povolán k jejímu lůžku, kdy ji poté, co dorazil, pozdravil ji slovy „Ave Maria, Señora“ („Zdrávas Maria, má paní“), načež se okamžitě se probrala a odpověděla mu: „Gratia plena, Padre Rojas“ („Milostí plná, otče Rojasi“). Přijala od něj poté svátost nemocných a viatikum. V dubnu roku 1612 založil laické sdružení zasvěcené Panně Marii, které má za cíl péči o chudé a šíření mariánské úcty.
V roce 1619 byl jmenován vychovatelem španělských královských princů a 12. května 1621 byl zvolen provinciálem Kastilie. Mimo vykonávání svých funkcí se věnoval pomoci chudým dle trinitářského charismatu. Během své práce u dvora nechal vytisknout tisíce obrázků Nejsvětější Panny Marie s nápisem „Ave Maria“, které také rozeslal do zahraničí. Nechal si vyrobit růžence ze sedmdesáti dvou modrých korálků na bílé šňůrce, symbolů Nanebevzetí Panny Marie a Neposkvrněného početí, a také připomínku toho, že se Maria podle tradice dožila věku 72 let. Tyto růžence rozesílal všude, dokonce i do Anglie (v té době protestantské země). Využitím svého vlivu u dvora nechal na fasádu královského paláce v Madridu vyrýt zlatými písmeny andělský pozdrav „Ave Maria“, který mu byl tak drahý. Pro tuto svoji činnost bývá označován jako  „apoštol Zdrávas Maria“.
Později, 1. ledna 1622, se stal zpovědníkem královny Isabely Bourbonské. Dne 5. června 1622 požádal Svatý stolec o schválení svého liturgického textu složeného na počest sladkého Jména Marie, jehož svátek později papež bl. Inocenc XI. rozšířil na celou církev. Zemřel v Madridu 29. září 1624.

## Úcta
Dne 25. března 1735 jej papež Klement XII. podepsáním dekretu o jeho hrdinských ctnostech prohlásil za ctihodného. Blahořečen byl dne 16. května 1766 papežem Klementem XIII. Dne 11. prosince 1987 byl uznán zázrak na jeho přímluvu, potřebný pro jeho svatořečení. Svatořečen pak byl dne 3. července 1988 v bazilice sv. Petra papežem sv. Janem Pavlem II.
Jeho památka je připomínána 28. září. Bývá zobrazován v řeholním oděvu svého řádu.